# ASIAN SOUNDSCAPE
『RINREI ASIAN SOUNDSCAPE』（リンレイ アジアンサウンドスケープ）は、2023年4月8日（7日深夜）から2023年9月30日（29日深夜）までJ-WAVEで放送されていたラジオ番組である。リンレイの一社提供。

## 概要
前番組『RINREI MUSIX ASIA』から引き続き金沢雅美がナビゲーターを務めていた深夜放送で、毎週土曜 0:00 - 0:30（金曜深夜、日本標準時）に放送。
番組は、アジア各地の人々や文化との触れ合いを金沢の語りで紹介し、各地の音楽もかけることによりリスナーに現地の雰囲気を味わってもらうという、かつて金沢が『MUSIX ASIA』以前に出演していた『RINREI SOMEWHERE IN ASIA』のようなストーリー仕立ての内容になっていた。